# The Clark Sisters
Le Clark Sisters sono un gruppo musicale statunitense, formatosi a Detroit nel 1973 e composto da Elbernita "Twinkie" Clark, Jacky Clark Chisholm, Dorinda Clark-Cole e Karen Clark Sheard.

## Storia
Le Clark Sisters hanno pubblicato il loro album di debutto, intitolato Jesus Has A Lot to Give, nel 1973. A partire dagli anni 80 hanno riscontrato grande successo nel genere gospel, piazzando cinque dischi nella top ten della Top Gospel Albums e tre in quella della Hot Gospel Songs.
Nel 2007 le Clark Sisters hanno goduto di rinnovato successo grazie a Live: One Last Time, il quale ha regalato al gruppo i loro primi due Grammy Award e le loro prime numero uno nelle classifiche redatte da Billboard riguardanti i singoli e gli album, appartenenti al genere gospel, più venduti settimanalmente. Nel 2018 Lifetime ha realizzato il film The Clark Sisters: First Ladies of Gospel, nel quale sono state interpretate da Aunjanue Ellis, Angela Birchett, Raven Goodwin, Christina Bell, Sheléa Frazieras e Kierra Sheard. Nel 2021, a seguito della pubblicazione di The Return, hanno vinto un NAACP Image Award.
Nel 2023 è stato annunciato il The Reunion Tour, al quale il gruppo ha preso parte insieme  a Kirk Franklin, Tye Tribbett, Israel Houghton e Tamela Mann. L'anno seguente sono state insignite del Grammy Award alla carriera.

## Discografia

### Album in studio
- 1973 – Jesus Has a Lot to Give
- 1974 – Mattie Moss Clark Presents The Clark Sisters
- 1976 – Unworthy
- 1978 – Count It All Joy
- 1978 – New Dimensions Of Christmas Carols
- 1979 – He Gave Me Nothing to Lose
- 1981 – You Brought the Sunshine
- 1982 – Sincerely
- 1986 – Heart & Soul
- 1988 – Conqueror
- 1994 – Miracle
- 2009 – The Clark Sisters' Family Christmas
- 2020 – The Return

### Album dal vivo
- 1980 – Is My Living in Vain (con Mattie Miss Clark)
- 1989 – Bringing It Back Home
- 2007 – Live: One Last Time

### Raccolte
- 1986 – Best
- 2002 – Count It All Joy / He Gave Me Nothing to Loose
- 2002 – You Brought the Sunshine / Unworthy
- 2008 – Encore: The Best of The Clark Sisters
- 2008 – The Clark Sisters: The Definitive Collection
- 2010 – Power Play: 6 Big Hits! - The Clark Sisters
- 2012 – Beginnings
- 2013 – Best of The Clark Sisters (Live)
- 2014 – Icon
- 2020 – You Brought the Sunshine (the Sound of Gospel Recordings 1976–1981) (con Elbernita "Twinkie" Clark)

### Singoli

#### Come artiste principali
- 1973 – Jesus Has A Lot To Give
- 1980 – Is My Living in Vain
- 1982 – Name It, Claim It
- 1982 – World
- 1983 – You Brought the Sunshine (Into My Life)
- 1986 – Jesus Is a Love Song
- 1986 – Pray for the U.S.A.
- 1987 – Time Out (Remix)
- 1991 – My Redeemer Liveth
- 1991 – Medley
- 2007 – Blessed & Highly Favored (Live)
- 2007 – Livin'
- 2008 – Looking to Get There (Heaven)
- 2008 – Something New (Live)
- 2009 – Instrument (Live)
- 2019 – Victory
- 2020 – His Love (feat. Snoop Dogg)

#### Come artiste ospiti
- 2015 – Dance (3 Winans Brothers feat. The Clark Sisters)
- 2017 – Hey Devil! (CeCe Winans feat. The Clark Sisters)